# Joris Voorhoeve
Joris Jacob Clemens Voorhoeve ('s-Gravenhage, 22 december 1945) is een voormalig politicus uit Nederland. Hij is politicoloog en was onder andere minister. Hij was van 1986 tot 1990 politiek leider van de liberale Volkspartij voor Vrijheid en Democratie VVD, namens welke partij hij zijn politieke functies lange tijd ook vervulde, maar zegde in 2010 zijn lidmaatschap op.

## Levensloop
Voorhoeve werd in 1979 tot hoogleraar Internationale Betrekkingen en Ontwikkelingen benoemd aan de Universiteit Wageningen. Sinds 1990 is hij deeltijds hoogleraar Internationale Organisaties te Leiden.

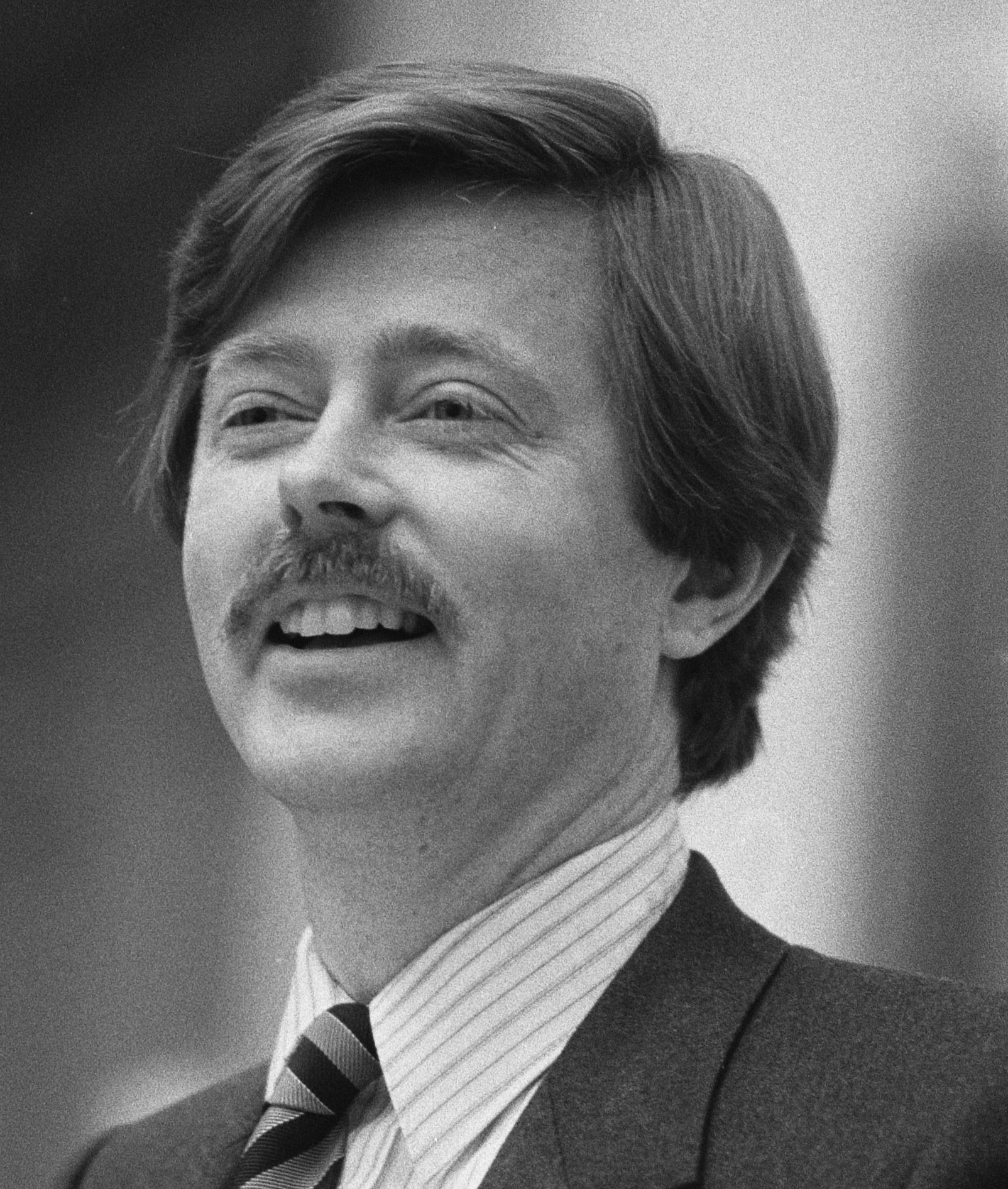
1986

In september 1982 werd hij lid van de Tweede Kamerfractie van de VVD. Voorhoeve volgde in 1986 Ed Nijpels op als fractieleider van de VVD en bleef dat tot 30 april 1990. Tijdens zijn voorzitterschap bracht zijn fractie het kabinet-Lubbers II ten val na een conflict over het reiskostenforfait.
Voorhoeve verliet in januari 1991 het parlement. Hij was daarna vier jaar directeur van Instituut Clingendael als opvolger van Henk Neuman.
Hij was van 22 augustus 1994 tot 3 augustus 1998 minister van Defensie. Voorhoeve kreeg als verantwoordelijk minister voor Dutchbat met de massamoord van Srebrenica te maken, maar stapte ondanks zware kritiek niet op. Hij was van mei 1998 tot december 1999 weer lid van de VVD-fractie in de Tweede Kamer.
Hij werd op 1 december 1999 lid van de Raad van State. Tussen 1 oktober 2006 en 31 december 2010 was hij staatsraad in buitengewone dienst en deeltijdhoogleraar Internationale Veiligheidsstudies aan de Nederlandse Defensie Academie NLDA.
Hij is sinds 18 januari 2011 lector internationale vrede, recht en veiligheid bij De Haagse Hogeschool. Hij blijft daarnaast verbonden aan de Universiteit Leiden als hoogleraar Internationale Organisaties.
Voorhoeve was tot april 2008 voorzitter van de World Population Foundation WPF, die sinds 31 december 2010 met de Rutgers Nisso Groep is gefuseerd. Sinds 1 juni 2007 is hij voorzitter van de raad van toezicht van Oxfam Novib.
Hij werd op 30 januari 2010 behalve lid van de VVD ook lid van de D66. Hij was een van de weinige prominente VVD'ers die principiële bezwaren hadden tegen de samenwerking van die partij met de PVV van Geert Wilders en zegde op 13 september 2010 omwille van deze bezwaren zijn VVD-lidmaatschap op.
Hij was in 2011 een van de Nederlandse leden van de Trilaterale Commissie. Vanaf 2013 is hij ook lid van de Adviesraad Internationale Vraagstukken.

## Onderscheidingen
- Officier in de Orde van Oranje-Nassau, 30 oktober 1998;
- Großes Verdienstkreuz des Verdienstordens der Bundesrepublik Deutschland, 4 april 1995.